# Корниловљева побуна
Корниловљева побуна (рус. Корниловское выступление) био је неуспели покушај царистичког војног преврата у Русији у септембру 1917. Иако није успела, побуна највиших официра руске војске против Привремене владе Александра Керенског открила је стварну слабост демократских партија на власти и била је један од катализатора Октобарске револуције.

## Позадина
Неуспех руске летње офанзиве као последица недовољних припрема, рђавог руковођења, незадовољства и антиратног расположења у војсци и народу, пољуљао је из темеља позиције Привремене владе и руске Врховне команде. У време дубоке кризе, која је 16-17. јула достигла врхунац у спонтаним демонстрацијама радника и војника кои су тражиле да сва власт пређе у руке совијета, на чело привремене владе дошао је, уместо Георгија Лавова, дотадашњи министар војске Александар Керенски. Припремајући се за обрачун са совијетима и преузимање све власти у своје руке, Привремена влада одредила је уместо генерала Алексеја Брусилова за врховног команданта генерала Лавра Корнилова. У њега су руске демократске партије (есери и мењшевици) уз подршку буржоазије и спахија, као и англо-француски политички и војни кругови, полагали велике наде и видели личност способну да силом угуши претећу совјетску револуцију.

## Побуна
У другој половини августа 1917. Корнилов је прикупио око Петрограда неколико козачких дивизија под изговором да заштити Петроград од Немаца, који су припремали офанзиву према Риги, док их је, у ствари, припремао и у септембру упутио у поход против жаришта револуције, Петрограда. По Корниловљевом наређењу, кренули су с фронта према Петрограду 3. коњички корпус, неке козачке јединице и тзв. дивља дивизија (састављена од кавкаских муслимана - добровољаца), али нису успеле да стигну до престонице. Радници и сељаци, сврстани у одреде Црвене гарде, испречили су се пред контрареволуционарима, а радници на железници зауставили су војне транспорте. Под утицајем револуционарне пропаганде бољшевика, јединице Корниловљеве војске отказале су послушност официрима и убрзо се распале. Напуштен од војника, Корниловљев штаб ухапшен је без отпора.

## Последице
После издаје Корнилова, Керенски се прогласио за врховног команданта, а за начелника узео је генерала Михаила Алексејева. Одлучујућа улога револуционарних организација у онемогућавању Корниловљевог похода на Петроград повећала је углед Бољшевичке партије у широким народним масама, али је и отворено показала потпуну немоћ демократске Привремене владе, која није имала наоружаних присталица ни међу радницима и обичним војницима (који су подржавали совијете), ни међу официрима и козацима (који су већином били царисти, и подржали Корнилова). Тако се Привремена влада у септембру 1917. одржала уз помоћ совијета, али је од истих тих совјета оборена већ 25 октобра (6. новембра) у Октобарској револуцији.

## У популарној култури
Корниловљев пуч детаљно је описан у роману Тихи Дон, совијетског писца Михаила Шолохова.